# فرودگاه یاموسوکرو
فرودگاه یاموسوکرو  (به انگلیسی: Yamoussoukro Airport)  یک فرودگاه   با کد یاتا ASK است . این فرودگاه در شهر یاموسوکرو کشور ساحل عاج قرار دارد .